# Истрад-Тиви
Истрад-Тиви (валл. Ystrad Tywi, «Долина Тауи») — историческая область в юго-западном Уэльсе, расположенная в бассейне реки Тауи и имеющая выход к морю в районе Бристольского залива. Эта территория никогда не была отдельным государством, но в разное время ею владели короли Диведа, Сейсиллуга, Дехейбарта, Гвинеда, Морганнуга и нормандцы. В настоящее время эта область составляет большую часть современного графства Кармартеншир.
В конце VII века король Кередигиона Сейсилл ап Клидог отвоевал Истрад-Тиви у Диведа. Увеличенное королевство Кередигиона и Истрад-Тиви было названо в его честь Сейсиллугом. В 894 году Кередигион и Истрад-Тиви были опустошены королём Гвинеда Анараудом ап Родри и его союзником королём Уэссекса Альфредом Великим.
Истрад-Тиви была преобразована в графство Кармартеншир английским королём Эдуардом I в 1284 году вскоре после победы над Лливелином ап Грифидом. Позже к графству были присоединены часть Диведа и некоторые другие территории.